# Quibus quantisque malis
Quibus quantisque malis naziv je govora (alokucija) pape Pija IX. koji je održao pred Kardinalskim konzistorijem 20. travnja 1849. godine, osvrćući se na tadašnju političku situaciju u Italiji i spletkama tajnih društava.
Pio IX. izabran je za papu u lipnju 1846., u razdoblju političkih nemira koji su naposljetku doveli do kratkotrajne Rimske Republike 1849. godine. U ovom obraćanju, Pio IX. retrospektivno analizira prve tri godine svojega pontifikata. Opisuje najvažnije događaje toga razdoblja, svoje namjere te poteze određenih revolucionarnih skupina koje su pokušavale iskoristiti situaciju za vlastite ciljeve. Jedna od prvih odluka novoga pape bilo je proglašenje amnestije za sve političke zatvorenike u papinskim zatvorima. Međutim, rimski revolucionari ubrzo su iskoristili njegove ustupke te kontinuirano poticali narod na daljnje pritiske kako bi ostvarili dodatne političke ciljeve. U govoru Pio IX. ističe kako je postalo jasno da mnogi od onih koji su velikodušno dobili oprost nisu promijenili svoja razmišljanja, što se očekivalo. Naprotiv, tvrdoglavo su nastavili sa svojim spletkama i planovima protiv papinske vlasti, ne birajući sredstva kako bi destabilizirali i srušili građansku vlast Rimskog prvosvećenika, što su odavno planirali. Osim toga, Pio IX. optužuje ih i za vođenje žestokog rata protiv katoličke vjere.

## Slobodno zidarstvo
Premda se u ovom dokumentu slobodno zidarstvo ne spominje izričito, autor članka u Katoličkoj enciklopediji ipak smatra kako ovaj dokument pripada među papinske izjave usmjerene protiv slobodnog zidarstva. Također, prema nekim izvorima, govor povezuje slobodno zidarstvo sa socijalizmom i komunizmom.

## Vanjske poveznice
- Quibus quantisque malis (talijanski)
- Quibus quantisque malis (engleski)